# Deux pièces (Caplet)
Pour les articles homonymes, voir deux pièces.
Les Deux pièces sont une œuvre d'André Caplet publiée en 1897 et écrite pour flûte et piano.

## Présentation
Les Deux pièces font partie des premières œuvres de Caplet et sont composées durant ses années d'études au Conservatoire de Paris. Elles sont publiées pour la première fois au Havre par l'éditeur Hurstel en 1897 et sont dédiées au flûtiste Georges Barrère,.  
La création des pièces, Rêverie et Petite valse, se déroule vraisemblablement le 30 mars 1900 lors d'un concert de la Société moderne d'instruments à vent (SMIV), en compagnie du Quintette pour vents et piano, avec le dédicataire à la flûte et le compositeur au piano.  
Elles sont ensuite intégrées à un cahier de cinq pièces, « Feuillets d'album », joué dans son intégralité le 9 mars 1901 à la salle Érard à l'occasion d'un concert consacré exclusivement aux œuvres d'André Caplet, mais les autres pièces du recueil sont aujourd'hui perdues.  

## Structure
Les pièces s'intitulent :
1. Rêverie – Andantino, à
2. Petite valse – Vivo, à

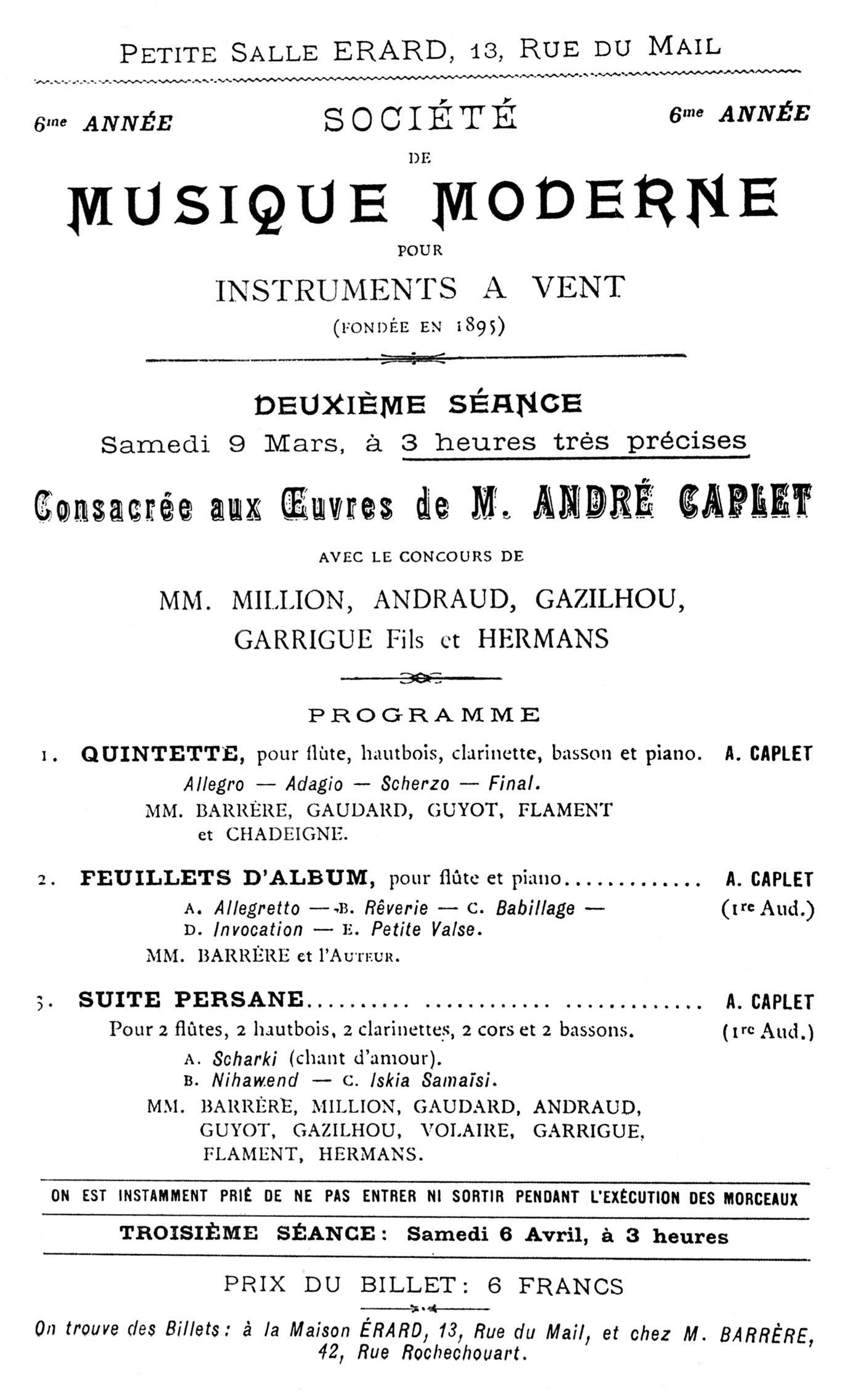
Programme du 9 mars 1901 où sont créés les Feuillets d'album pour flûte et piano.

La durée moyenne d'exécution des Deux pièces est de six minutes environ.

## Analyse
Jacques Tchamkerten souligne en ces pièces une « maîtrise déjà très sûre de l'écriture » malgré un style « encore impersonnel ».  
Dans la première, Rêverie, le goût de Caplet pour les harmonies rares est remarqué, tandis que la deuxième, Petite valse, est louée pour ses « modulations inattendues et ses ruptures rythmiques qui en font un morceau plein de fantaisie et au charme irrésistible ».  
À la suite du concert de la SMIV en 1901, la revue musicale Le Ménestrel livre ses impressions d'écoute : « Une série de « feuillets d'album », et surtout une Suite persane pour instruments à vent, [...] ont montré les ressources diverses d'un tempérament d'artiste, joignant déjà, à une technique très sûre, des qualités personnelles qui le placent à un rang distingué parmi les musiciens sur lesquels la jeune école peut fonder de sérieuses espérances. »

## Discographie
- André Caplet, les œuvres pour vents, Ensemble Initium, Édouard Sabo (flûte), Laurent Wagschal (piano), Timpani 1C1202, 2013. (OCLC 853795182)
- André Caplet : Quintette, Suite persane, Rêverie, Petite valse, Improvisations, Calamus Ensemble, Dagmar Becker (flûte), Kalle Randalu (piano), MDG 603 0599-2, 1995.

### Monographies
- Denis Herlin et Cécile Quesney, André Caplet : compositeur et chef d'orchestre, Paris, Société française de musicologie, 2020, 540 p. (ISBN 978-2-853-57269-9)